# Tildenia altisolani
Tildenia altisolani är en fjärilsart som beskrevs av Jean-Jacques Kieffer 1937. Tildenia altisolani ingår i släktet Tildenia och familjen stävmalar. Inga underarter finns listade i Catalogue of Life.